# 日本とタンザニアの関係
日本とタンザニアの関係（にほんとタンザニアのかんけい、スワヒリ語: Uhusiano kati ya Japan na Tanzania、英語: Japan–Tanzania relations） では、日本とタンザニアの関係について概説する。日本とタンザニア連合共和国の関係とも。概ね友好的な関係を築いている。

## 両国の比較
|                   | タンザニア                         | 日本                            | 両国の差                   |
| ----------------- | ---------------------------------- | ------------------------------- | -------------------------- |
| 人口              | 5973万4213人（2020年）             | 1億2583万人（2020年）           | 日本はタンザニアの約2.1倍  |
| 国土面積          | 94万5000 km2                       | 37万7972 km2                    | タンザニアは日本の約2.5倍  |
| 人口密度          | 67 人/km2（2020年）                | 345 人/km2（2020年）            | 日本はタンザニアの約5.1倍  |
| 首都              | ドドマ(実質的にはダルエスサラーム) | 東京都                          |                            |
| 最大都市          | ダルエスサラーム                   | 東京都区部                      |                            |
| 政体              | 大統領制 共和制                    | （民主制）議院内閣制            |                            |
| 公用語            | スワヒリ語 英語                    | 日本語（事実上）                |                            |
| 通貨              | タンザニア・シリング               | 日本円                          |                            |
| 国教              | なし                               | なし                            |                            |
| 人間開発指数      | 0.520                              | 0.919                           |                            |
| 民主主義指数      | 5.16                               | 7.99                            |                            |
| GDP（名目）       | 624億975万米ドル（2020年）         | 4兆9754億1524万米ドル（2019年） | 日本はタンザニアの約79.7倍 |
| 一人当たり名目GDP | 1,076.5米ドル（2020年）            | 39,538.9米ドル（2020年）        | 日本はタンザニアの約36.7倍 |
| GDP（購買力平価） | 1621億9573万米ドル（2019年）       | 5兆5043億3091万米ドル（2019年） | 日本はタンザニアの約33.9倍 |
| 一人当たり実質GDP | 2,780.1米ドル（2019年）            | 43,593.5米ドル（2019年）        | 日本はタンザニアの約15.7倍 |
| 経済成長率        | 5.8%（2019年）                     | 0.3%（2019年）                  |                            |
| 軍事費            | 6億5931万米ドル（2020年）          | 491億4855万米ドル（2020年）     | 日本はタンザニアの約74.5倍 |
| 地図              |                                    |                                 |                            |

## 歴史
1961年12月、現在のタンザニアにあたる領域のうち大陸部にあたる地域「タンガニーカ」がタンガニーカ共和国としてイギリスから独立。平和的な独立であったため、日本はすぐさまこれを承認し外交関係が樹立された。
遅れて1963年12月、インド洋に浮かぶザンジバル諸島がタンガニーカとは別の独立国「ザンジバル王国」として独立。これは一か月足らずでザンジバル革命を経て「ザンジバル人民共和国」に変わり、1964年4月にはザンジバル独立からわずか一年足らずでタンガニーカと合邦、「タンガニーカ・ザンジバル連合共和国」となった。これは現在のタンザニアの直接の原型となる国家で、日本とザンジバルの外交関係はこれに吸収された。なお、ザンジバルは現在でもザンジバル革命政府によって強い自治権を以て統治されている地域であり、タンザニア連合政府とは別個の大統領や独自の行政機能を持つ。
1966年2月、日本はダルエスサラームに在タンザニア日本国大使館を開設。一方でタンザニアは1970年2月、東京に駐日タンザニア大使館を開設した。

## 外交

### 二国間関係
日本は東アジア、タンザニアは東アフリカに位置しているため地理的・文化的な接点は少ない。一方でタンザニアは複数政党制でありながら民族を基盤とする政党結社を認めていないこと、民族諸語ではなく公用語であるスワヒリ語によって初等教育が施されているため各部族ではなくタンザニア人としての意識が強いこと、特定の民族が政治的実権を握っていないことなど、アフリカの中では比較的安定した民主主義を構築できている。また資本主義や自由主義といった価値観もおおむね共有する友好国である。そのことから近年の経済成長も相まって日本企業が進出しやすい状況となっており、次代の新興国としてその将来性が注目されてもいる。
また、日本の常任理事国入りについてタンザニアは一貫して賛成を表明している。

### 日本要人のタンザニア訪問

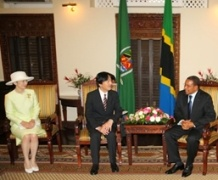
大統領のキクウェテを表敬訪問する秋篠宮文仁親王および文仁親王妃紀子（2014年7月）

総理大臣がタンザニアを訪問したことはない。しかし閣僚としては2008年に高村正彦が外務大臣として29年ぶりにタンザニアを訪問、隣国ケニアの情勢について意見が交わされている。また2010年には外務大臣だった岡田克也が南アフリカ共和国と並んでタンザニアを訪問しタンザニア大統領のジャカヤ・キクウェテに表敬。2013年には経済産業大臣の茂木敏充がアフリカ開発会議のフォローアップのために訪問を実施している。
副大臣級としては2014年に三ツ矢憲生外務副大臣がタンザニアを訪問。翌2015年には同じく外務副大臣の木原誠二がタンザニアを訪問しタンザニア大統領のジョン・マグフリに表敬した。2018年には佐藤正久も外務副大臣としてタンザニアを訪問、ジョン・マグフリなどタンザニアの要人に表敬した。
また2007年には浜田昌良外務大臣政務官がウガンダとともにタンザニアを訪問。2012年には村越祐民外務大臣政務官が訪問しジャカヤ・キクウェテ大統領に表敬。2014年には石原宏高外務大臣政務官がルワンダやエチオピアと並んでタンザニアを訪問した。
さらには2014年7月、皇族としては初めて秋篠宮文仁親王および文仁親王妃紀子がタンザニアを訪問している。

### タンザニア要人の訪日
近年では2010年にタンザニア首相のミゼンゴ・ピンダが訪日、当時内閣総理大臣だった鳩山由紀夫と首脳会談を実施した。続く2013年にはタンザニア大統領としてジャカヤ・キクウェテが訪日し、安倍晋三と首脳会談を実施。この会談では主に日本とタンザニアとの間の二国間投資協定の交渉開始に向けた予備協議を開始することが確認された。2015年にはミゼンゴ・ピンダ首相が再び訪日、仙台市で開催される国連防災世界会議に出席するとともに前回に引き続き首脳会談を実施して安倍晋三と二国間関係についてが話し合われた。2019年にはタンザニア首相のカシム・マジャリワが訪日、安倍晋三と首脳会談を実施した。これらが首脳級の訪日である。
上記以外には2014年にモハメッド・ガリブ・ビラールが訪日し官房長官であった菅義偉を表敬。このほかにも多数の閣僚が訪日を実施している。

## 経済関係

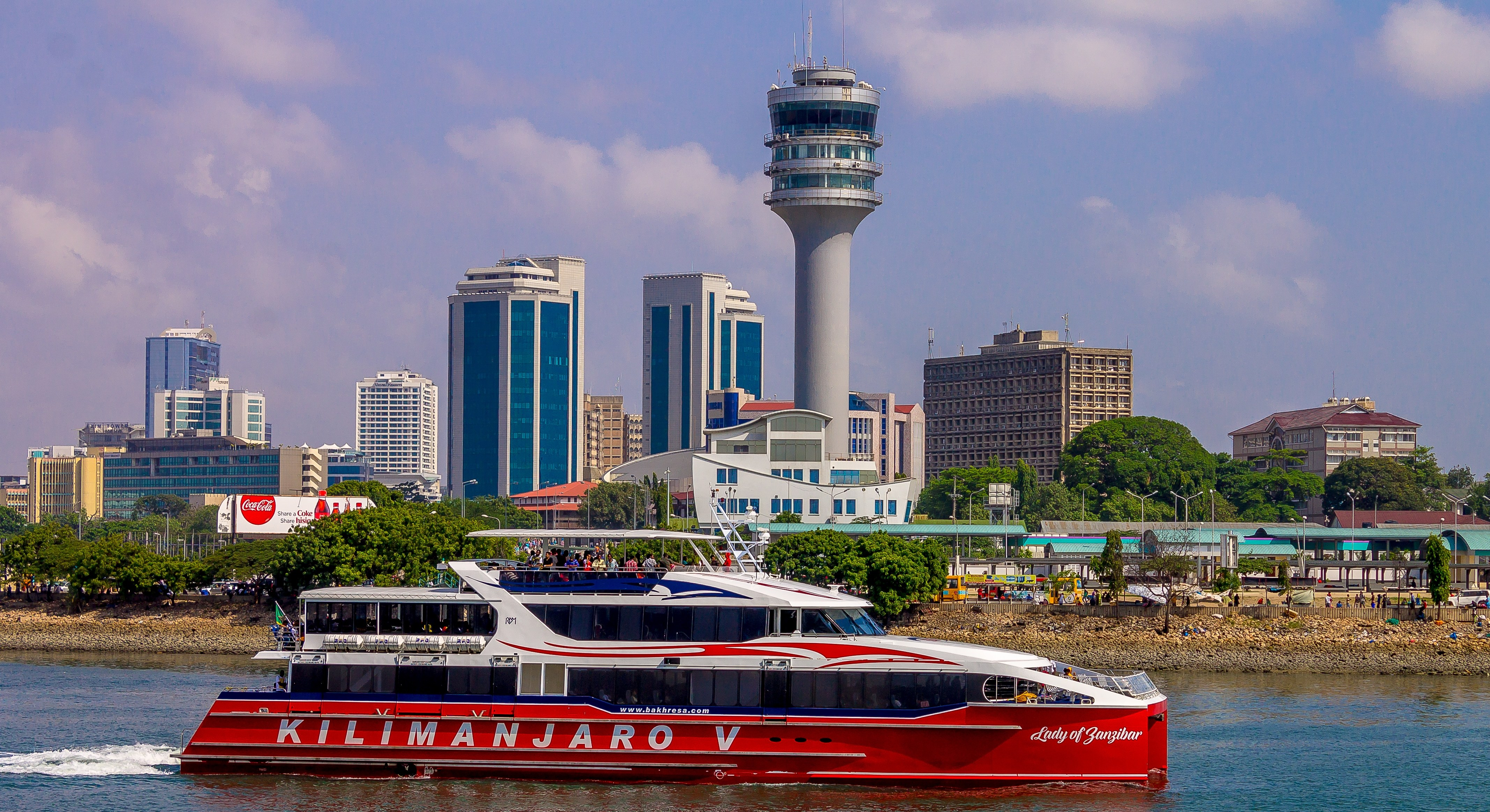
ダルエスサラームはアフリカ有数の世界都市として日本企業の進出が期待されている

2020年の日本の対タンザニア貿易は、輸出が271.39億円、輸入が87.62億円となっており、貿易額としてはアフリカ諸国の中では中位に位置する。主要な輸出品目は自動車や鉄鋼、主要な輸入品目は金属鉱物やコーヒー、ゴマ、たばこ、魚介類などである。
また日本はアメリカ合衆国やイギリス、カナダなどに次ぐタンザニアの主要な援助国である。近年の主要な開発援助は技術協力に「ダルエスサラーム都市交通マスタープラン改訂プロジェクト(2016年‐2018年)」や「天然ガス普及促進プロジェクト(2017年‐2020年)」、有償資金協力に「小規模灌漑開発事業(2013年、34.43億円)」や「ケニア-タンザニア連系送電線事業(2016年、118.47億円)」、無償資金協力に「ザンジバル・マリンディ港魚市場改修計画(2014年、9.35億円)」や「ダルエスサラーム市交通機能向上計画(2013年、11.08億円)」や「タザラ交差点改善計画(2013年、31.25億円)」などが挙げられ、主にインフラ面の支援が多いことが窺える。また「第二次タザラ交差点改善計画(2014年、3.46億円)」「第三次タザラ交差点改善計画(2015年、17.22億円)」のように第二次、第三次と継続的な支援が行われている場合も多い。

## 文化交流
1978年9月28日には日本・タンザニア協会が、2006年4月18日には日本タンザニア友好協会が設立され、両協会が日本における日・タンザニア交流で中心的役割を果たしている。
文化的支援も多い。文化無償資金協力として視聴覚機材供与(1986年度)、映画制作用機材供与(1985年度)、理科実験機材供与(1981年度)、ザンジバルテレビ局への番組ソフト供与(1997年度)、国立博物館へ展示用機材供与(1999年度)、タンザニア国営テレビ局への番組ソフト供与(2002年度)、ンゴロンゴロ自然保護区ビジターセンター展示及び視聴覚機材整備(2010年度)などがある。草の根文化無償資金協力としては、ペンバ島多目的スポーツ施設建設(2013年度)、タンザニア野球ソフトボール連盟野球グラウンド整備計画(2016年度)など。

## 外交使節

### 駐日タンザニア大使
すべてを網羅はしていない。
- バチルダ・サルハ・ブリアン（英語版）（2015年 - 2016年） - 在ケニア高等弁務官などを歴任[48]。
- マチアス・メインラッド・チカウェ（英語版）（2016年 - 2020年） - タンザニア内務大臣などを歴任[49]。
- フセイン・アスマン・カタンガ（2020年 - 2021年） - 2020年7月8日に信任状捧呈[50]。
- （臨時代理大使）ジョン・フィッシャー・カンボーナ（2021年）
- バラカ・ハラン・ルヴァンダ（2021年 - ） - 2021年12月27日に信任状捧呈[51]。在インド高等弁務官などを歴任[52]。

### 駐日タンザニア大使館
- 住所：東京都世田谷区上用賀４丁目２１−９
- アクセス：東急電鉄田園都市線用賀駅より徒歩

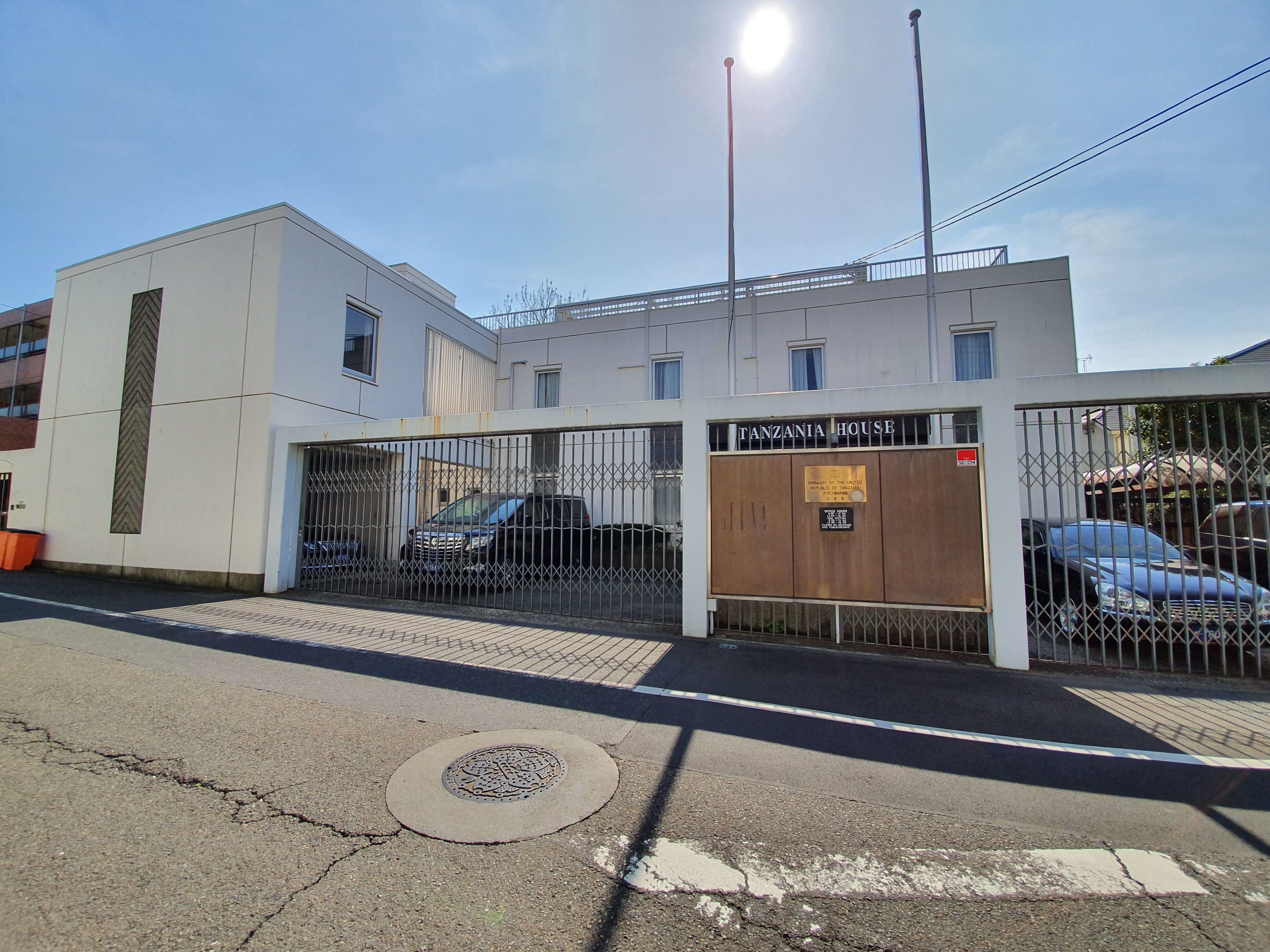
タンザニア大使館全景